# Escudo de Aranjuez
La versión actual del escudo de Aranjuez (Comunidad de Madrid) data de 2006 y fue diseñada por José Marañón basándose en la anterior de 1956 del artista ribereño Manuel Saavedra Roca (1924-1995). 

## Escudo de 1956
La primera versión del escudo de Aranjuez data de 1956 y estaba dividida en dos cuarteles: De plata era el de la izquierda con la Cruz de Santiago de gules. El de la derecha era de gules, con un río (el Tajo) de color plata y azur, así como un palacio de oro, que simbolizaba el construido por los Maestres de Santiago en 1387 y sobre el que posteriormente se levantaría el actual palacio, mandado crear por Felipe II. Encima del escudo, aparecía la corona real, de color oro, con piedras preciosas, forrada de gules y con una cruz en lo alto. En la parte inferior había una cinta dorada anudada, con la leyenda "Real Sitio y Villa de Aranjuez".

## Versiones de los años 1990s
Durante la doble legislatura 1995-2003, se utilizaron otras versiones del escudo de la ciudad. Una de ellas lo simplificó hasta el punto en convertirlo en un logotipo. Con fondo azul oscuro (color de la Monarquía), representaba unas ondas blancas en referencia al Tajo, junto a la silueta de una mariposa verde (por la riqueza de la Reserva del Regajal-Mar de Ontígola) y un edificio de color ladrillo con cúpula y arcos (el Palacio Real). Debajo aparecía el nombre de la ciudad con un tipo de letra que simulaba la escritura a mano. El punto de la "j" quedaba convertido en una corona de tres puntas, en recordatorio de la naturaleza de Real Sitio que tiene Aranjuez.
El otro escudo usado en estos años es una versión simplificada el escudo de 1956, en formato bicolor (azul oscuro y blanco), junto a la leyenda "Ayuntamiento del Real Sitio y Villa de Aranjuez".

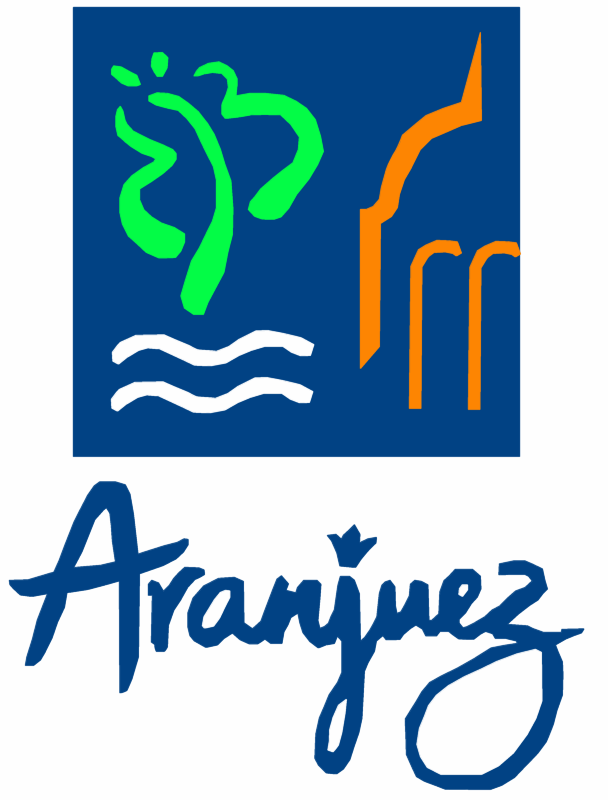
Años 1990s
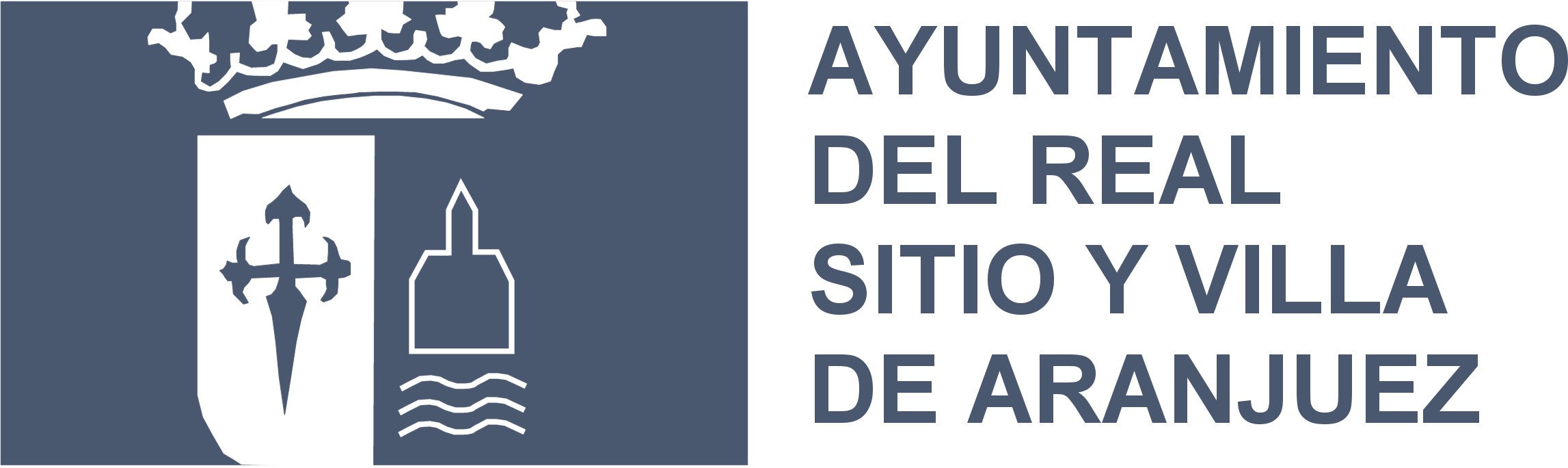
Segunda versión años 1990s

## Versión de los años 2000s
En 2006, cuando el primer escudo cumplía 50 años, se decidió modificarlo simplificando sus trazos y detalles. Es la versión que está en vigor. Consta de dos partes o cuarteles: el izquierdo es color plata, el derecho es de gules, pues estos son los colores de la Casa de Austria. La Cruz de Santiago, en gules, que hace referencia a la pertenencia de Aranjuez a la Orden de Santiago, se encuentra en el cuartel izquierdo. Por otro lado, a la derecha aparece un palacio de color oro, junto a un río de plata (el Tajo). Encima del escudo, hay una corona real de oro. Detrás, aparece un cuadrado azur que representa la Bandera de Aranjuez.

Escudo de Aranjuez (2006)